# 西山碉堡群
西山碉堡群，位于江苏省南京市玄武区邵家山南路，2017年11月被公布为第二批玄武区不可移动文物名录，2023年9月入选南京市文物保护单位。现存碉堡7座，其中6座是大型连体碉堡，1座是观察所。

## 历史
1935年至1936年，国民政府军事委员会参谋本部城塞组在紫金山上分批构筑了碉堡。南京保卫战期间，这些碉堡用于抵御侵华日军。其中西山碉堡群的观察所位于西山最高处，为中央陆军军官学校教导总队步军第1旅第1团第2营的指挥所。
2016年12月，吕晓其等文物保护志愿者和抗战史学者向文物部门提交文物认定申请。2017年11月，西山碉堡群被公布为第二批玄武区不可移动文物名录。2023年9月，以“西山抗战遗址”之名称入选南京市文物保护单位。

## 拍摄二战日本军服照事件
2018年2月19日上午，唐某、宗某两人在西山碉堡群的一处碉堡处，换上仿制的二战时期不同款式日本军服，拍摄照片后上传至QQ群中，被多人转发。2月23日下午，两人因构成寻衅滋事被南京市公安局玄武分局依法分别予以行政拘留15日。3月1日，南京市公安局玄武分局依法对威胁该事件举报者的网民处以行政拘留7日。